# Coraline
Coraline (/ˈkɒrəlaɪn/) es una novela de fantasía de horror infantil escrita por el escritor británico Neil Gaiman. Gaiman comenzó a escribir Coraline en 1990 y fue publicada en 2002 por Bloomsbury y Harper Collins. La novela fue galardonada en 2003 con el Premio Hugo a Mejor Novela, y el 2003 Premio Nébula a la Mejor Novela. En 2002 obtuvo el Premio Bram Stoker como Mejor Obra para Jóvenes Lectores. The Guardián ubicó a Coraline en el puesto 82 en su lista de 100 Libros Mejores del siglo XXI. La novela fue adaptada como película animada y dirigida por Henry Selick bajo el mismo nombre.

## Trama
Coraline Jones y sus padres "trabajólicos" se mudan a una vieja casa dividida en distintos departamentos. Entre los inquilinos se encuentran las señoritas Spink y Forcible, dos mujeres ancianas retiradas de la farándula del teatro, y el Señor Bob, inicialmente referido a él como "el viejo loco de arriba”, quien se define como entrenador de un circo de ratones. El piso contiguo al de Coraline, que se encuentra detrás de una gran puerta marrón, permanece vacío.
Coraline va a visitar a sus nuevos vecinos. El señor Bob le entrega un mensaje enviado por sus ratones: "No pases por la puerta". Coraline también toma el té con las señoritas Spink y Forcible; quienes le advierten de un terrible futuro después de leer sus hojas de té.
A pesar de estas advertencias, Coraline decide abrir la puerta y cruzarla cuando se queda sola en casa. Esta vez, encuentra que la pared de ladrillo detrás de la puerta no está. En su lugar había un largo pasillo que dirige a un departamento idéntico al suyo, excepto que este está habitado por la "Otra Madre" y el "Otro Padre", quiénes tienen botones negros como ojos. La Otra Madre es notablemente más alta y más delgada que su madre real. Su cabello negro de aspecto húmedo que parece moverse por su cuenta, una piel que es tan blanca como el papel, y sus uñas son muy largas y rojas. Coraline encuentra el "Otro Mundo" más interesante que el propio; la Otra Madre cocina deliciosos platillos que de hecho disfruta mucho, ambos de sus Otros Padres le prestan más atención a ella, su caja de juguetes está llena con juguetes animados que pueden moverse solos e incluso volar, las Otras señoritas Spink y Forcible tienen una actuación teatral increíble que nunca acaba en su piso, y él Otro Señor Bob tiene un verdadero y único circo de ratones. Incluso encuentra que el gato negro perdido que vaga alrededor de la casa en el mundo real puede hablar. El gato se identifica como "el mismo gato" que habita en el mundo real y posee la capacidad de viajar a través de ambas dimensiones. A pesar de que es intencionadamente grosero y aparentemente desinteresado en la conversación, brevemente aparece en la conversación para traerle "protección", y entonces desaparece.
Después de eso Coraline regresa a la copia de su piso, la Otra Madre le ofrece a Coraline la oportunidad de quedarse en el Otro Mundo permanentemente, pero para hacerlo Coraline tiene que dejarse coser botones sobre sus ojos. Coraline horrorizada, huye y regresa a su casa a través de la puerta. A su regreso, Coraline encuentra que sus padres reales han desaparecido, no regresan al día siguiente, y el gato negro la despierta y la lleva a un espejo en su pasillo, a través de  el que puede ver a sus verdaderos padres atrapados. Señalan escribiendo "Ayúdanos" encima del vidrio, con lo que Coraline deduce que la Otra Madre les ha secuestrado. Primero llama a la policía, pero no le creen. Coraline esta asustada de regresar, y aun así vuelve al Otro Mundo para afrontar a la Otra Madre y rescatar a sus padres. En el jardín, Coraline es incitada por el gato para desafiar a la Otra Madre. La Otra Madre intenta convencer a Coraline para quedarse, pero Coraline se rehúsa y termina atrapada dentro de un espacio pequeño detrás de un espejo como castigo.
En el espacio detrás del espejo hay un armario oscuro y pequeño, donde conoce tres niños fantasmas. Cada uno anteriormente había dejado a la Otra Madre; a quien se refieren como la "Beldam", coser botones sobre sus ojos. Le dicen a Coraline que la Beldam finalmente se aburrió de ellos, dejándolos morir y haciéndolos a un lado, pero son incapaces de descansar en paz porque ha mantenido sus almas atrapadas. Si las esencias de sus almas son rescatadas de la Beldam, entonces pueden descansar en paz. Los niños fantasma le imploran a Coraline que huya y evite su destino.
Después la Beldam libera a Coraline del espejo y Coraline propone un juego: si puede encontrar las esencias de las almas de los niños fantasma y a sus padres, entonces ella, sus padres, y los niños fantasma pueden ser libres. Si falla, finalmente aceptará la oferta de la Beldam. Coraline busca a través del Otro Mundo y vence los obstáculos de la Otra Madre utilizando su ingenio y a la señorita Spink quien le entregó una piedra adder para la fortuna (una protección de la que el gato le hablo) para encontrar las esencias de las almas de los niños. También dedujo que sus padres están encerrados en una bola de nieve sobre el mantel. Los niños fantasma le advierten que incluso si Coraline tiene éxito, la Beldam no la dejara ir, así que Coraline se burla de la Otra Madre anunciando que sabe donde sus padres están escondidos: en el pasaje entre las dimensiones. La Beldam no puede resistir regocijarse y abrir la puerta para mostrarle a Coraline que sus padres no están ahí. Cuándo la Beldam abre la puerta, Coraline lanza el gato a su cara, agarra la bola de nieve, y escapa al mundo real con la llave, y el gato deprisa la sigue. Mientras huyen, Coraline fuerza la puerta para cerrarse sobre la mano de la Beldam. De vuelta en su casa, Coraline cae dormida en una silla. Esta es despertada por sus padres que no tienen ningún rastro de memoria de lo qué pasó con ellos.
Aquella noche, Coraline tiene un sueño en el que conoce a los tres niños fantasma en un picnic. Los niños están vestidos en ropas de periodos diferentes y uno parece para tener alas. Le advierten que su tarea todavía no ha terminado: la Beldam irá tras ella para conseguir la llave y abrir la puerta. Coraline va al viejo pozo en el bosque para echar dentro la llave. Pretende tener un picnic, con la manta de picnic puesta sobre la entrada del pozo. La mano cercenada de la Beldam intenta coger la llave, pero cae sobre la manta y con esta dentro del pozo. Coraline regresa a casa, saludando a sus vecinos y preparándose para ir a la escuela al día siguiente.

## Personajes
- Coraline – La exploradora joven. Es curiosa, inteligente, ingeniosa, y valiente. Coraline es a menudo irritada por lluvia, los locos adultos  (todos ellos parecen ser), ya que es tomada a la ligera debido a su joven edad. Es descrita como  "pequeña para su edad", pero Coraline no es temerosa de afrontar a cualquiera;  es la persona más aventurera  en el libro. Coraline no quiere volver a ver a la Beldam después de aprender sobre su naturaleza, hace tan en todo caso para rescatar sus padres después de que todo lo que ha oído sobre la Beldam y todo lo que le hizo a la familia de Coraline, pero no puede negar que de alguna forma retorcida, ella la quería a su manera egoísta, claro. Siente una pequeña pizca de empatía por ella; al darse cuenta de que solo quiere un irrompible lazo "madre-hija” aunque no sepa bien cómo hacerlo. Esto muestra el lado compasivo de y fuerte que tiene Coraline Jones. En la película, su voz es proporcionada por Dakota Fanning.
- Señora Jones –La madre de Coraline. Está muy ocupada la mayoría del tiempo, y a veces un poco desinteresada, pero ama y cuida mucho de Coraline. Es buena, y útil, aunque Coraline le considera bastante aburrida. Coraline también se molesta con su madre real porque no parece para querer dejar a Coraline "encajar". En la película, su primer nombre es Mel y su voz es proporcionada por Teri Hatcher.
- Señor Jones – El padre de Coraline. Trabaja en su casa en el ordenador. se preocupa mucho sobre Coraline y es amable, valiente, y útil. Hace "creaciones" creativas con los alimentos, que Coraline fuertemente detesta. Él, también, normalmente está demasiado ocupado como para gastar tiempo con Coraline. En la película, su primer nombre es Charlie y su voz es proporcionada por John Hodgman.
- El Gato – Un gato negro del mundo real. El gato actúa como mentor y guía para Coraline a través de su viaje. Queda sin nombre, cuando  explica que los gatos no necesitan nombres para identificarse con otros gatos, a pesar de que la Otra Madre se refiere a él como Vermin antes de que la ataque. A diferencia de los demás personajes en la novela, no tiene una contraparte en el  "Otro Mundo", diciendo que a diferencia de otras criaturas en el mundo, los gatos se pueden "mantener a sí mismo juntos". Se mueve libremente de uno mundo al otro, a pesar de solo ser capaz de hablar en el "Otro Mundo". Posee una personalidad muy sarcástica y constantemente menosprecia a Coraline, pero no obstante le es útil a ella. Desafía a la Otra Madre pero parece temblar ante la idea de estar enganchado al "Otro Mundo" para siempre. Él se vuelve amigo de Coraline y la ayuda en su escapada de la Beldam, aun así Coraline le utiliza como una arma improvisada. Su voz es proporcionada por Keith David en la película.
- La Beldam (también conocida como la Otra Madre) – La antagonista principal de la novela. Es una fuerza maligna y la gobernante del "Otro Mundo". Se ve similar a la madre real de Coraline, pero es más alta y delgada, con cabello negro largo que parece mojado y moverse solo, ojos de botón negro, piel blanca cual papel, y extremadamente larga, nerviosos dedos con uñas rojas oscuras y largas. Durante el curso de la novela,  se va volviendo más alta, más delgada, y más pálida, pareciéndose cada vez menos a la madre Coraline. No puede crear, solo copiar y cambiar cosas del mundo real cuando construye su versión de él. Colecciona niños, a quienes ama de manera posesiva hasta inevitablemente destruirlos, tomando sus almas para que no puedan volver a su mundo y preocupándose por ellos hasta que puedan trascender, pero queriendo sentir su felicidad y alegría después eso. Está implícito que asesinó a su propia madre porque cuando Coraline le pregunta por ella; esta le muestra una tumba y responde "Oh sí, yo misma la puse ahí." En la película, su forma es la de un humanoide arácnido con dedos estilo aguja en sus manos. Está es referida a varias ocasiones como "la Beldam", una palabra de inglés Medio que podría significar "abuela", "mujer vieja fea", o "bruja", y también utilizado para referir a criaturas de cuentos de hadas. En la película su voz es proporcionada por Teri Hatcher, quién también hace la voz de la madre de Coraline.
- El Otro Padre – Una creación de la Beldam con la imagen del Señor Jones, "el Otro Padre" suele fingir ayudar a Coraline para que se quede en el Otro Mundo. Como su padre real, tiene un estudio y sienta allí durante el día y no habla con Coraline durante un largo tiempo. No trabaja, aun así; meramente ocupa el estudio, cuando no se le permite hablar con Coraline. Es mucho más divertido que que el padre real de Coraline y siempre intenta ser alegre y divertido delante de Coraline. En realidad, el Otro Padre es triste y nervioso. La Beldam acaba castigado lo por revelarle demasiado a Coraline— lo transforma en un blanda, pastosa criatura, y ordena el "Otro Padre" atrapar Coraline para que no pueda ganar su reto. Él intenta resistirse a la Beldam para no hacerle daño, pero no puede rechazar las órdenes de la Beldam  por lo que termina por atacarla, pero Coraline escapa por poco. En la película, su voz es proporcionada por John Hodgman, quién también le da voz a su contrapariente del mundo real, pero su voz de cuando canta está proporcionada por John Linnell.
- Señorita Spink y señorita Forcible – Un par de actrices retiradas quiénes viven en el piso debajo del de Coraline. Poseen muchos viejos Scotties, como Hamish, Angus, y Jock, y charlan en jerga de teatro, haciendo referencia a su tiempo como actrices. Reconocen el peligro al que se expone Coraline después de leer su fortuna a través de hojas de té y darle un adder de piedra para ayudar a protegerla. En "el Otro Mundo", son jóvenes y actúan continuamente delante de muchos perros diferentes, quienes, en "el Otro Mundo", son antropomórficas. En la película, ellas y sus contrapartes tienen voces proporcionadas por Jennifer Saunders (como la voz de Spink) y Dawn French (como la voz de Forcible)
- Señor Bobinsky – Un intérprete de circo retirado que vive en el departamento encima del de Coraline; es generalmente referido como el Hombre Viejo Loco de arriba. Sobre el curso del libro, reclama ser entrenador de ratones para  en un circo de ratones, y a menudo le da a Coraline mensajes de ellos, aun así al principio Coraline duda de que entrene ratones y no escucha su mensaje por venir de los ratones. Su contraparte del "el Otro Mundo" también entrena ratas y esta de hecho hecho de ratas. En la adaptación de película, está rebautizado Sergei Alexander Bobinsky, pero pasa de largo como el Señor Bobinski o Señor B, y su voz es proporcionada por Ian McShane, quién también le da voz a su contraparte.
- Los Niños Fantasma – Los espíritus de tres niños quién era las víctimas anteriores de la Beldam: dos chicas y un chico. El chico está descrito con la cara sucia y pantalones rojos. Una de las chicas tiene cabello marrón, una blusa rosa, y una falda rosa. La otro tiene un sombrero marrón y vestido marrón. Fueron atrapados por la otra madre en tiempos diferentes antes de Coraline, y residieron en el espacio oscuro detrás del espejo. Después de haber restaurado sus almas, van a la vida después de la muerte, pero antes conocen a Coraline en un sueño donde tienen un picnic. Aquí ve sus verdaderos aspectos y ellos le dan las gracias por liberarles de la Beldam, mientras también le advierten que no ha terminado.

## Adaptaciones

### Televisión
"Coralisa" segmento de Los Simpson episodio "Treehouse de Horror XXVIII", el cual aireó el 22 de octubre de 2017; y está inspirada en Coraline. Incluso Neil Gaiman proporcionó la voz del gato de los Simpson, Snowball V.

### Película
Con la ayuda del estudio de animación Laika, dirigido por Henry Selick liberó una adaptación de película de stop motion en 2009 la cual fue aclamada por la crítica. En los "Premios de la Academia” no.82 la película estuvo nominada para Mejor película Animada pero perdió contra la película de Pixar Up. En la película, Coraline está descrita con cabello corto azul y pecas. Henry Selick añadió un nuevo personaje, Wyborn "Wybie" Lovat, quién irrita a Coraline al principio, pero con el tiempo llegan a ser amigos. En el Otro Mundo no podía hablar, pero es un aliado de Coraline. Al final de la película, Coraline logra ayudar a Wybie a decirle a su abuela qué hay detrás de la puerta.

### Novela Gráfica
Una adaptación a novela gráfica, hecha por P. Craig Russell, re-escrita por Todd Klein y dibujada por Lovern Kindzierski, fue publicada en el 2008

### Musical
Una adaptación teatral, con música y canciones escritas por Stephin Merritt y re-escrita por David Greenspan, fue estrenada el 6 de mayo de 2009, producida por MCC Teatro y Producciones de Amor Cierto Fuera-Broadway en El teatro "Lucille Lortel". La pequeña Coraline de nueve años fue interpretada por Jayne Houdyshell una mujer adulta, y la Otra Madre fue interpretada por David Greenspan.

### Videojuegos
La historia fue adaptada a un videojuego, basado en la película, el cual fue publicado y desarrollado por D3 Editor de América. El juego fue vendido el 27 de enero de 2009 para las consolas de PlayStation 2, Nintendo DS y Wii. El juego te permite jugar como Coraline dejándote interactuar con los otros personajes, y jugando mini-juegos. El juego recibió mayormente críticas negativas.

### Ópera
Una ópera dirigida por Mark-Anthony Turnage, basada en la novela, hizo su estreno al mundo en el Barbican Centre en Londres el 27 de marzo de 2018.